# Ernst Leitz II
Ernst Leitz II (Wetzlar, Hessen, Alemanya, 1 de març de 1871 - Gießen, Hessen, Alemanya, 15 de juny de 1956) va ser un empresari alemany. Va ser el segon cap de l'empresa d'òptica ara coneguda com a Leica i va organitzar el 'Leica Freedom Train', o Tren de la Llibertat de Leica, per permetre que la gent, la majoria dels quals eren jueus, s'escapés d'Alemanya durant el nazisme.